# لودفيغ نيسن
لودفيغ نيسن (بالألمانية: Ludwig Nissen)‏ هو شخصية أعمال ألماني، ولد في 2 ديسمبر 1855 في هوسوم في ألمانيا، وتوفي في 26 أكتوبر 1924 في بروكلين في الولايات المتحدة.